# Dasyvalgus minahasanus
Dasyvalgus minahasanus är en skalbaggsart som beskrevs av Miyake 1989. Dasyvalgus minahasanus ingår i släktet Dasyvalgus och familjen Cetoniidae. Inga underarter finns listade i Catalogue of Life.